# Kugelblitz

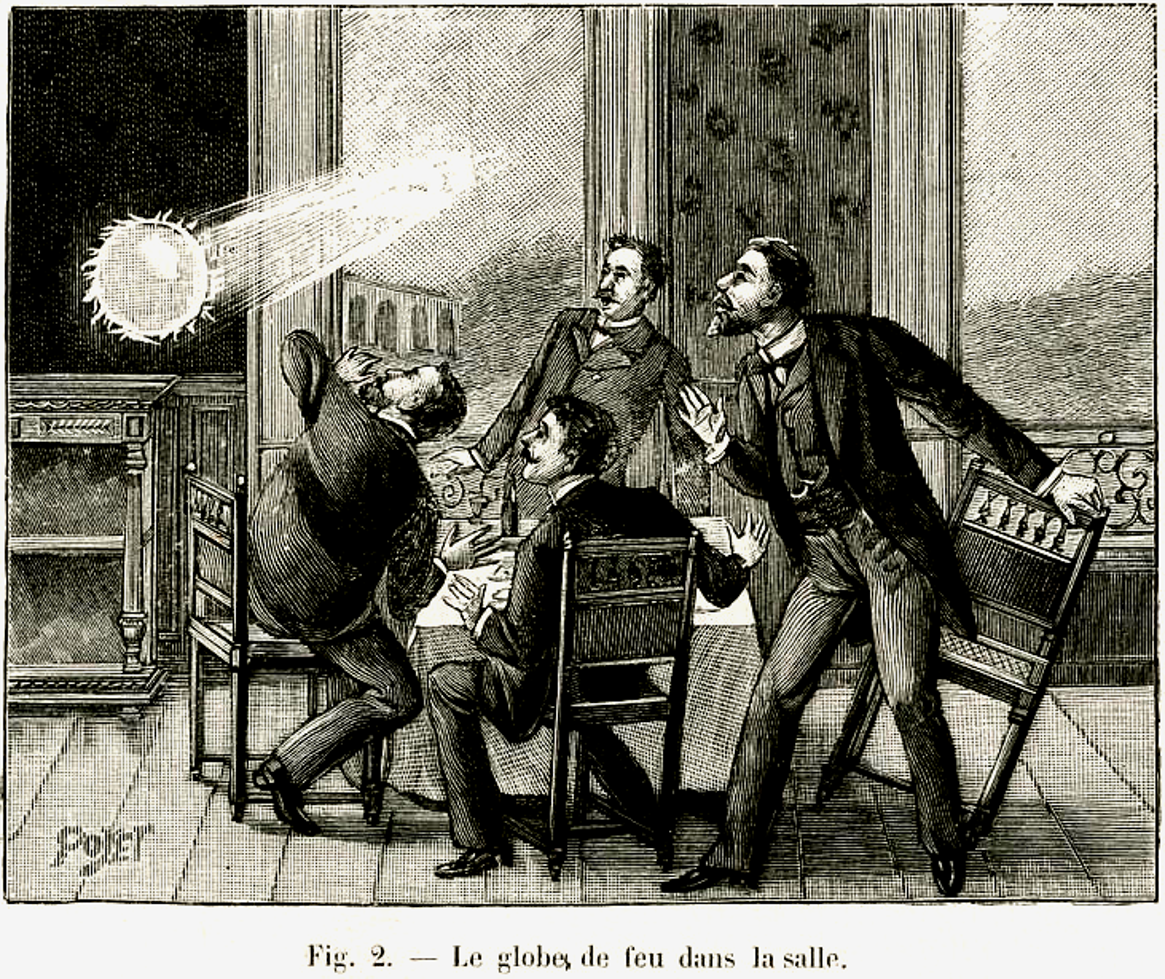
Darstellung eines Kugelblitzes aus dem 19. Jahrhundert

Als Kugelblitz bezeichnet man eine kugelförmige Leuchterscheinung meist in der Nähe eines Gewitters. Für das seltene Phänomen gibt es Berichte von Augenzeugen, die Kugelblitze nicht nur im Freien, sondern auch in geschlossenen Räumen beschreiben. Physikalische Demonstrationsexperimente decken nur Teilaspekte ab, manche Beobachtungen werden auch durch Sinnestäuschung erklärt.

## Beschreibung

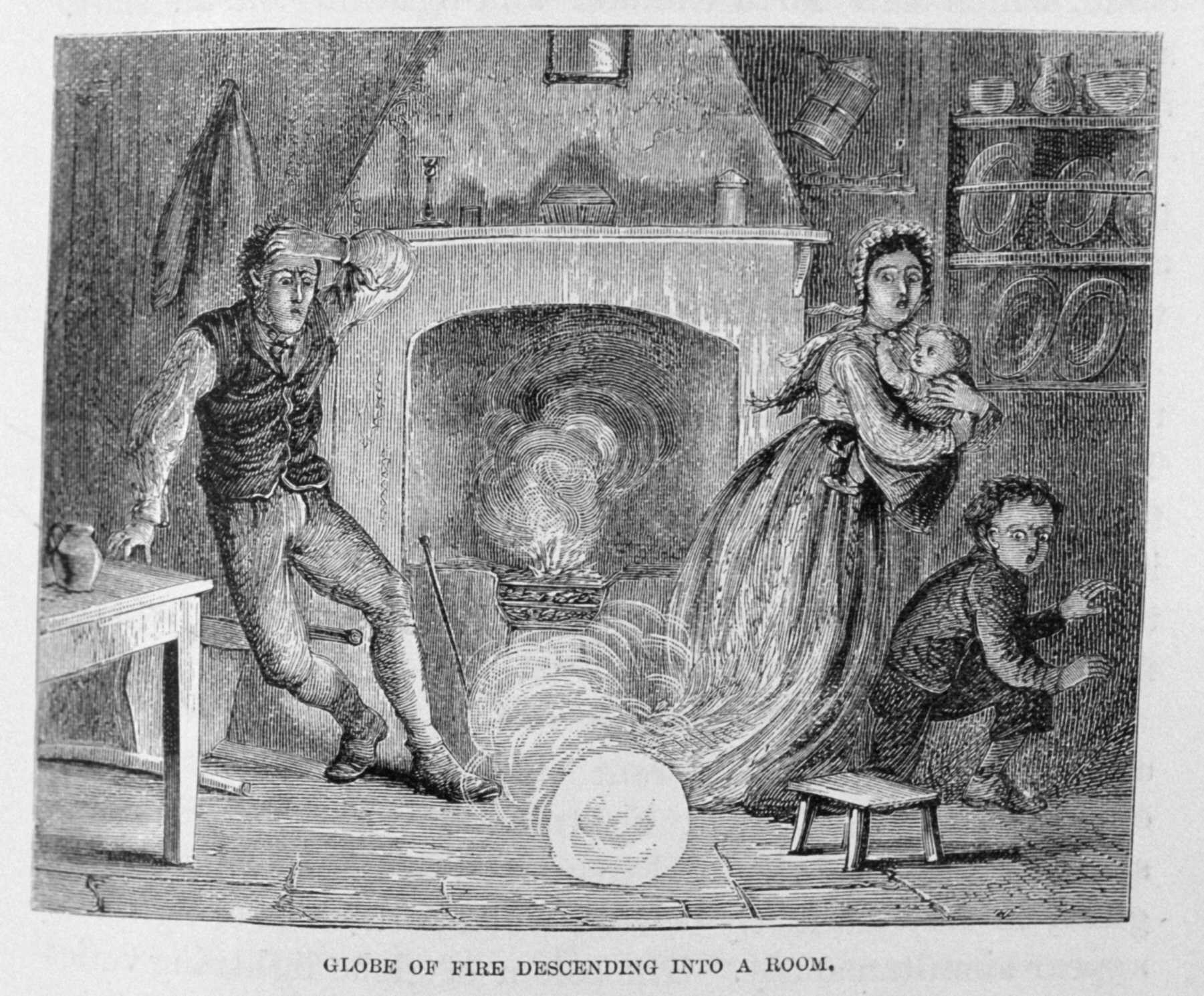
Globe of Fire Descending into a Room von Dr. G. Hartwig

Experten und Laien sammeln seit langem Augenzeugenberichte und werten sie aus. Laut Augenzeugen treten die seltenen Erscheinungen plötzlich auf, im Freien und auch in geschlossenen Räumen, überwiegend in Bodennähe. Die Phänomene werden als schwebende, selbstleuchtende und undurchsichtige Lichtobjekte beschrieben. Sie strahlen keine Wärme ab und treten in zahlreichen Farben und Größen auf. Die Form wird als sphärisch (kugelförmig), eiförmig oder stabähnlich beschrieben.
Die erste gründliche Zusammenstellung und Untersuchung von Kugelblitz-Beobachtungen wurde von Walther Brand 1923 veröffentlicht. Brand selektierte 215 Fälle aus mehr als 600, deren Beschreibung genügend Information für eine Analyse enthielt und die ihm glaubhaft erschienen. Das Buch enthält eine Zusammenstellung der Eigenschaften der Objekte. Im Original ist es lange vergriffen, aber ein Nachdruck ist erhältlich. Ende 2022 wurde das zweite Buch auf Deutsch über Kugelblitze veröffentlicht, das den Stand der Forschung beschreibt und 27 Originalberichte von Kugelblitz-Sichtungen enthält.
Charakteristisch in der Beschreibung ist die Beweglichkeit dieser Erscheinungen. Innerhalb von zwei bis acht, maximal 30 Sekunden ändern sie oft ihre Richtung, offenbar nicht vom Wind getragen, sondern orientiert an sichtbaren Objekten. Dabei durchdringen sie laut Augenzeugenberichten auch feste Hindernisse unverändert und oft ohne Spuren zu hinterlassen, Regen fällt unbeeinflusst hindurch. Manche Zeugen berichten von Funkenschlag oder von einem Ende mit lautem Knall, der teilweise auch Verletzungen und Beschädigungen verursacht haben soll.
Manche Beschreibungen ähneln sehr stark denen von anderen Phänomenen wie von UFOs oder Foo-Fightern.

## Ursachen und Experimente

### Stand der Forschung
Es wurde trotz Bemühungen von Experten verschiedener Fachrichtungen, wie Meteorologen, Elektrotechnikern, Physikern und Chemikern, bisher keine einheitliche, naturwissenschaftlich anerkannte Erklärung für die verschiedenen Beobachtungen und Berichte gefunden. Eine besondere Herausforderung ist dabei, die für das anhaltende Leuchten notwendige Speicherung von Energie mit der Leichtigkeit der Bewegung zu verbinden. Mark Stenhoff bietet eine Zusammenfassung des Forschungsstandes bis 1999; die neueren Erkenntnisse bis 2019 sind in der englischen Version des Buchs von Herbert Boerner enthalten. Die deutsche Version des Buches enthält weitere Informationen zu den Bedingungen, unter denen Kugelblitze entstehen, und unter anderem einen Originalbericht einer Beobachtung des deutschen Physikers Walther Gerlach. Boerner zufolge sind Kugelblitze keine Blitze, sondern Objekte, die von Blitzen erzeugt werden. Es handele sich dabei aber nicht um Pseudophysik, sondern ein reales Phänomen.

### Experimente mit künstlich erzeugten Blitzen
Nikola Tesla hat als Erster energiereiche künstliche Blitze erzeugt und berichtet in seinen Aufzeichnungen von Kugelblitzen in seinem Labor.

### Silicium-Wolken
Eine im Jahr 2000 von John Abrahamson und James Dinniss in Neuseeland vorgestellte Hypothese postuliert, dass Kugelblitze nichtelektrischer Natur sind, jedoch durch Blitzeinschlag ins Erdreich entstehen. Dabei werde Siliciumdioxid aus Sand oder Kieselerde in Silicium und Sauerstoff zerlegt. Während der Sauerstoff im Erdreich mit Kohlenstoff reagiere, trete das Silicium als Dampf oder Aerosol aus dem Blitzkanal aus und werde durch Luftsauerstoff langsam oxidiert, wodurch es leuchte. Die Siliciumpartikelwolke sei durch Selbstorganisation auf Grund ihrer Ladung in der Lage, eine kugelähnliche Form anzunehmen. Es sei daher möglich, dass sie sich nach Durchdringen einer kleinen Öffnung wieder zusammenfinde.
Diese Hypothese wurde in Brasilien an der Universidade Federal de Pernambuco von Antonio Pavão und Gerson Paiva nachgeprüft, indem Siliciumplättchen elektrisch verdampft und die Silicium-Luft-Mischung per Funkenentladung entzündet wurde. Farbe, Temperatur und Lebensdauer (8 Sekunden) der tischtennisballgroßen Siliciumdampfbälle entsprachen dabei den Zeugenaussagen, soweit diese bei einem seltenen Kurzzeitphänomen exakt sind. Ein wissenschaftlicher Bericht dazu ist 2007 in den Physical Review Letters erschienen.

Spektrum des 2012 beobachteten Kugelblitzes

2012 wurde diese Hypothese durch die zufällige Beobachtung eines Kugelblitzes mittels Spektrometern erhärtet. Während eines Gewitters im Kreis Datong konnte ein Kugelblitz mit 5 m Durchmesser, der in 1,6 Sekunden ca. 15 m zurücklegte, aus 900 m Entfernung von chinesischen Wissenschaftlern beobachtet und aufgezeichnet werden (Position). Im Spektrum des Kugelblitzes konnten Silicium, Eisen und Calcium nachgewiesen werden, alles Elemente, die auch reichlich im Boden vorkamen.

### Einschlag in Wasserpfützen
Eine andere Hypothese stammt vom deutschen Plasmaphysiker Gerd Fußmann von der Berliner Humboldt-Universität. Er hat 2008 mit einem recht einfachen Versuchsaufbau eine Leuchterscheinung erzeugt, die den Beschreibungen eines Kugelblitzes ähnelt. Dabei füllte er ein Gefäß mit Wasser, setzte zwei Elektroden ein und legte für den Bruchteil einer Sekunde eine Spannung von 5 kV an. Für etwa eine halbe Sekunde entstand dabei ein Gebilde, das er als Kugelblitz deutete. Daraus schloss er, dass Kugelblitze in der Natur durch normale Blitzeinschläge in Wasserpfützen entstehen könnten.

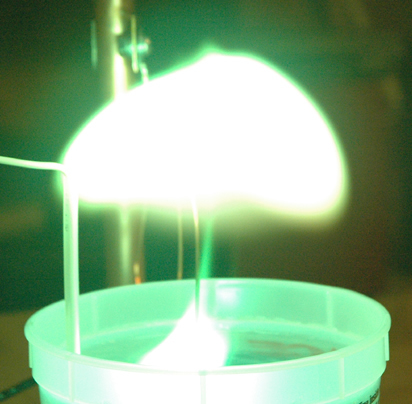
Experimentell produzierter Plasmoid an Wasserpfütze

Seine Arbeit basiert auf derjenigen, an der er im Jahre 2006 als Leiter der gemeinsamen Arbeitsgruppe Plasmaphysik des Garchinger Max-Planck-Instituts für Plasmaphysik (IPP) und der Berliner Humboldt-Universität (HUB) beteiligt war. Damals erzeugten die Wissenschaftler über einer Wasseroberfläche leuchtende kugelblitzähnliche Plasmabälle, die Lebensdauern von knapp einer halben Sekunde und Durchmesser von 10 cm bis 20 cm besaßen. Dabei tauchten in ein mit Salzwasser gefülltes Becherglas zwei Elektroden ein, wobei eine Elektrode durch ein Tonröhrchen (das etwas aus der Wasseroberfläche herausragte) vom umgebenden Wasser isoliert war. Wurde über eine Kondensatorbatterie von 0,5 mF eine Hochspannung von 5 kV angelegt, so floss für 0,15 Sekunden ein bis zu 60 Ampere starker Strom durch das Wasser. Durch einen Überschlag vom Wasser aus gelangte der Strom in das Tonröhrchen, wobei das dort enthaltene Wasser verdampfte. Nach dem Stromimpuls zeigte sich ein leuchtendes Plasmoid aus ionisierten Wassermolekülen.

### Stehende Wellen und Maser
Eine weitere Hypothese wurde 1955 vom russischen Physiker Pjotr Kapiza aufgestellt. Er rechnete die Lebensdauer einer nuklearen Explosionswolke auf die von Kugelblitzen angenommenen Dimensionen herunter und erhielt für einen Feuerball von 10 cm Durchmesser eine Lebensdauer von weniger als 10 Millisekunden. Da Kugelblitze meist mehrere Sekunden lang beobachtet werden, kam er zu dem Schluss, dass sie extern gespeist werden müssen und eine intern ablaufende Reaktion, gleich welcher Art, für den Energiebedarf nicht ausreicht. Darauf entwickelte er die Hypothese, dass sich während eines Gewitters stehende elektromagnetische Wellen zwischen Himmel und Erde ausbilden und an den Schwingungsbäuchen Kugelblitze entstehen. Kapiza ging jedoch nicht auf die Problematik ein, dass es eine Reihe von Schwingungsbäuchen gibt und welche Bedingungen einen bestimmten Schwingungsbauch zum Kugelblitz werden lassen. Um einen Ort bevorzugter Energieabgabe zu bilden, muss das dort befindliche Gas im Vergleich zur Umgebungsluft zumindest schwach ionisiert (leitfähig) sein und es ist unklar, wie sich eine solche Anfangsionisation ausbilden kann. Als theoretisches Beispiel sei eine heiße Luftblase genannt, denn die Ionisierung von Luft steigt mit der Temperatur an. Wenn eine solche Luftblase dadurch mehr Energie erhielte, führte das zu einem weiteren Anstieg der Temperatur und damit zu einem sich selbst aufschaukelnden Prozess.
Peter Handel hat die Hypothese mit dem Vorschlag eines atmosphärischen Masers ausgebaut. Wenn das Volumen eines Masers groß genug ist (mehrere Kubikkilometer), könnten durch alleiniges Pumpen (was bei kleinen Masern normalerweise zur sofortigen Dissipation der Energie führt) genügend Moleküle in einen angeregten Zustand versetzt werden. Handel hat gezeigt, dass es Solitonlösungen innerhalb des Masers gibt, das heißt, eine stabile stehende Welle im nichtlinearen Medium, deren Energie vom Maser eine Zeitlang aufrechterhalten wird.
Die Entstehung und die Bewegung der Kugelblitze wäre damit an den Ort der Energieabgabe gebunden, deshalb stiegen sie im Gegensatz zum gewöhnlichen Plasma nicht auf und wären gegen Wind unempfindlich. Sofern Baustoffe von Gebäuden für Mikrowellen durchlässig sind, was zumeist der Fall ist, könnten derartige Kugelblitze diese durchaus durchdringen.
Von Ohtsuki und Ofuruton durchgeführte Experimente mit starken Mikrowellensendern lieferten Plasmabälle mit vergleichbaren Dimensionen und Lebensdauern, die Bälle konnten sich gegen den Wind bewegen und scheinbar eine 3 cm dicke Keramikplatte durchdringen, siehe Abschnitt Künstliche Effekte.

### Elektromagnetischer Knoten
A. F. Ranada (Madrid) geht von einem topologischen Modell, einem sogenannten elektromagnetischen Knoten, aus. Ein elektromagnetischer Knoten ist definiert als Vakuum-Lösung der Maxwellschen Gleichungen mit der Eigenschaft, dass alle elektrischen und magnetischen Feldlinien geschlossen sind. Entsprechend dieser Hypothese besteht das Volumen des Kugelblitzes nicht vollständig aus Plasma, sondern aus ineinanderhängenden Plasmaschläuchen, die sich gegenseitig magnetisch und hydrodynamisch stabilisieren und Eigenschaften von etwa 10 s Lebensdauer sowie eine Netto-Abstrahlung von etwa 100 W bei einer Gesamtenergie von etwa 20 kJ ohne externe Energiezufuhr zulassen, wie durch entsprechende elektrodynamische Modellrechnungen auf der Grundlage der Alfvénschen und Maxwellschen Gleichungen gezeigt werden konnte. Dabei werde der Hauptteil der Energie nicht durch das Plasma der Blitzentladung, sondern als magnetische Feldenergie gespeichert, wobei magnetische Flussdichten von 0,5 T bis 2 T angenommen werden.

### Weitere physikalische Hypothesen
Es gibt viele weitere Hypothesen: Hochspannungsentladungen, bei denen kleine (< 1 cm) hüpfende Feuerbälle entstehen, die Bildung anderer zündfähiger Gase oder Aerosole (sogenannte diffusive Verbrennung) oder Zuhilfenahme esoterischer Energiequellen.
Unklar und unbewiesen bleibt bei allen geschilderten Experimenten, ob die erzeugten kugelförmigen Gebilde irgendetwas mit den von Augenzeugen beschriebenen Kugelblitzen zu tun haben.

### Physiologische Erklärungsansätze
Es gibt Forscher, die der Meinung sind, die beobachteten Kugelblitze seien nur eine optische Täuschung. Wird das Auge kurzzeitig stark geblendet, so sieht man noch einige Sekunden lang einen Lichteffekt. Bewegt man die Augen, kann der Eindruck entstehen, eine Lichtkugel fliege durch den Raum. Dieser Annahme widersprechen häufige Berichte, dass Kugelblitze nicht überaus hell waren und für Lichteffekte untypisch lange beobachtet werden konnten.
Wissenschaftler der Universität Innsbruck vermuten, dass es sich bei den beschriebenen Kugelblitzen um vom Gehirn erzeugte Eindrücke (sogenannte Phosphene) handelt. Diese Halluzinationen sollen durch die elektromagnetischen Felder bei Blitzeinschlägen entstehen können, indem die Neuronen im Gehirn angeregt werden.

### Künstliche Effekte
Andere Effekte lassen sich mit einer permanenten Energiezufuhr durch Mikrowellen erzeugen. Japanische Forscher kreuzten die Strahlen von leistungsstarken Magnetrons (2,45 GHz, 5 kW), um in freier Luft, abseits der Quellen, also scheinbar schwebend, eine elektrische Feldstärke zu erzeugen, die ausreichte, eine Gasentladung zu zünden. Dieser Plasmaball hatte eine passende Größe und Lichtemission und konnte scheinbar eine Keramikplatte durchdringen, ohne diese zu beschädigen. Tatsächlich durchdrangen lediglich die Mikrowellen die Platte und zündeten dahinter erneut eine Entladung. Das Plasma erlosch sofort nach Abschalten der Mikrowelle.